# Марта Богачевська-Хом'як
Марта Данилівна Богаче́вська-Хом'я́к (англ. Martha Bohachevska-Chomiak; 24 червня 1938, Сокаль, Галичина, нині — Львівська область) — українська історикиня, фахівець із суспільних процесів y Галичині в XIX ст., інтелектуального життя дореволюційної Росії, авторка монографії «Жінки в громадському житті України. 1884—1939». Громадська діячка, дослідниця й активістка українського фемінізму в США; колишня віцепрезидент Союзу українок Америки. Член Наукового Товариства імені Шевченка.

## Життєпис
Народилася 24 червня 1938 року в Сокалі Львівської області. З кінця 1940-х живе в Америці. Батько — Данило Богачевський, автор книги про історію Рави-Руської. Мати — Ростислава Богачевська (з дому Нечай), громадська діячка. Старший брат — конструктор Ігор Богачевський. Чоловік — Ростислав Хом'як, громадський діяч.
У 1960 закінчила Пенсильванський університет, після того — аспірантуру в Колумбійському університеті (докторат з історії російської філософської думки XIX ст.).
У 1964-1968 викладачка історії Східної Європи у провідних університетах США; згодом — професор історії в університетах Нью-Йорка, Нью-Джерсі, Вашингтона та в Гарвардському університеті. З 1968 професор Мангеттенвільського коледжу. Перебувала в науковому відрядженні у Польщі (1976—1977), опісля у Києві, досліджуючи історію українського феміністського руху.
Між 1986 та 1999 роками працювала над програмою дослідництва засобів у Національному фонді сприяння гуманітарним наукам у Вашингтоні. Одночасно викладала курси історії України та Російської імперії у Вашингтонському університеті.
Читала курс у Київському Університеті за програмою ім. Фулбрайта 1992—1993; у Києво-Могилянській академії — лекції (1997—1998). Півроку працювала в архівах Москви, Києва, Львова, Варшави та Праги за програмою наукового обміну між США і СРСР, збираючи матеріали для видання про український фемінізм.  2000—2006 — директор Програми академічних обмінів імені Фулбрайта в Україні.

## Нагороди
За дослідження «Біле по білому. Жінки у громадському житті України 1884—1939» (К., 1995):
- 1988: Премія Барбари Гелд Асоціації славісток США,
- 1989: Премія Фундації О. та Т. Антоновичів;
- 2006: Орден княгині Ольги 3-го ступеня[3].

## Праці
Авторка праці «Spring of a Nation: Ukrainians in Eastern Galicia in 1848» (Філадельфія, 1967); редакторка «Eugenii Trubetskoi Memoirs» (Белмонт, Массачусетс, 1976); «Дума України — жіночого роду» (К., 1993). Авторка статей в українських і російських журналах. Видавчиня творів Мілени Рудницької.

### Окремі видання
- Богачевська М. Білим по білому: Жінки у громадському житті України 1884—1939. — К.: Либідь, 1995. — 424 с.
- Богачевская-Хомяк М. Национализм и феминизм // Дайджест теоретических материалов информационного листка «Посиделки» 1996—1998 гг. — Санкт-Петербург, 1998. — С. 44-47.
- Богачевська Марта. Націоналізм та фемінізм — одна монета спільного вжитку // Незалежний культурологічний часопис Ї. — Ч. 17. — Львів, 2000. — С. 4-13.
- Богачевська М. Сміх і жах еміграції, внутрішньої та звичайної // Критика. — 2003. — Ч. 11. — С. 27-28.
- Богачевська-Хомяк Марта. Национализм и феминизм // Гендерные исследования: Феминистская методология в социальных науках. Материалы 2-й междунар. летней школы по гендерным исследованиям. — Харьков, 1998. — С. 150—160.